# Превој самогласника
Превој самогласника (самогласничка апофонија)је смењивање самогласника у основама сродних речи или у облицима једне променљиве речи. Ова гласовна промена је последица акценатских промена и њиховог односа. Најчешће се јавља у сродним основама глагола који чине парове по глаголском виду или по глаголском роду.

## Примери
1. у сродним глаголским основама:
- /е/ - /и/: плести-преплитати, узети-узимати, проклети-проклињати, црвенети-црвенити, жутети-жутити, белети-белити, црнети-црнити;
- /о/ - /а/: ослободити-ослобађати, скочити-скакати, пробости-пробадати;
- /а/ - /и/: помаћи-помицати, дотаћи-дотицати, бацати-бацити.

2. у коренима сродних речи:
- /е/ - /о/: тећи-ток
- /и/ - /о/: бирати-избор
- /и/ - /у/: брисати-убрус
- /а/ - /о/: храмати-хром
- /ø/ - /а/: вртети-врат
- /ø/ - /о/: набрати-набор